# Шатмантамак
Шатмантама́к (рос. Шатмантамак, башк. Шатмантамаҡ) — село у складі Міякинського району Башкортостану, Росія. Входить до складу Зільдяровської сільської ради.
Населення — 528 осіб (2010; 693 в 2002).
Національний склад:
- башкири — 67%
- татари — 32%